# Chicco Gussoni
Enrico Luigi Gussoni (Busto Arsizio, 23 aprile 1963) è un musicista, compositore e arrangiatore italiano.

## Biografia
Inizia a studiare musica all'età di 10 anni con suo padre Silvio Gussoni, direttore d'orchestra, arrangiatore, clarinettista e sassofonista. A 12 anni si iscrive al Conservatorio Giuseppe Verdi di Milano dove nel 1985 si diploma in oboe. Nel frattempo si avvicina alla chitarra, studiando lo strumento attraverso metodi, spartiti, videocassette e testi come Berklee Modern Method for Guitar, Il dominio delle corde di Storti, Metodo per chitarra jazz di Pizzigoni, Thesaurus of Scales and Melodic Patterns di Nicolas Slonimsky, The Advancing Guitarist di Mick Goodrick e i Reh Series di Don Mock.
Nella sua carriera ha collaborato con artisti italiani come Lucio Dalla, Franco Battiato, Claudio Baglioni, Eros Ramazzotti, Renato Zero, Ron, Biagio Antonacci, Francesco Renga, Nek, Max Pezzali, Alessandra Amoroso, Emma Marrone, Luca Carboni, Mango, Fausto Leali, Patty Pravo e con artisti e musicisti di fama internazionale come Miguel Bosè, Stewart Copeland, Michael Landau, Tony Levin, Steve Ferrone, David Rhodes e Greg Walsh.
Negli anni è stato chitarrista di importanti produzioni televisive come Io Canto, Amici di Maria De Filippi, Dieci Cose, Music, Matricole & Meteore, L'ottavo nano, Bravo, bravissimo, Passaparola e Canzoni sotto l'albero. Dal 2007 al 2019 è chitarrista ufficiale dell’orchestra del Festival di Sanremo.
Nel 2015 ha pubblicato il suo primo album solista intitolato I Am.

## Discografia Parziale
Album in studio
- 2015 - I Am

Collaborazioni
- 1990: Apri Le Braccia e Poi Vola di Ron
- 1990: Adagio Biagio di Biagio Antonacci
- 1991: Raffaella Carrà di Raffaella Carrà
- 1992: Le Foglie e Il Vento di Ron
- 1992: Cuore D'Acciaio di Luca Barbarossa
- 1992: Liberatemi di Biagio Antonacci
- 1992: Saremo Promossi di Fausto Leali
- 1992: Andrea Mingardi di Andrea Mingardi
- 1992: LP 1992 di Raffaella Carrà
- 1992: Con Un Amico Vicino di Alessandro Bono e Andrea Mingardi
- 1992: Il Fiume Dei Profumi di Mia Martini
- 1992: Ci Vuole Un Fisico Bestiale LP di Luca Carboni
- 1992: Lupus In Fabula di Franz di Cioccio
- 1993: Non So Più a Chi Credere di Biagio Antonacci
- 1993: Porca Romantica di Marco Liverani
- 1994: Amarsi Un Po' di Gatto Panceri (Compilation dedicata a Lucio Battisti)
- 1994: E Se Ci Diranno di Paola Turci (Compilation dedicata a Luigi Tenco)
- 1995: Mina Contro Battisti
- 1996: Un'Incredibile Storia di Cattivi Pensieri
- 1996: Quando Il Cuore di Silvia Salemi
- 1996: Vorrei Incontrarti Fra Cent'Anni di Ron e Tosca
- 1996: La Fabbrica Di Plastica di Gianluca Grignani
- 1996: Manchi Solo Tu di Daniele Cobianchi
- 1996: Dancing With Love di Stephen Schlacks
- 1997: Patti Chiari di Fiorellino
- 1997: Non Ami Che Te di Fausto Leali
- 1997: Quello Che Sento di Cattivi Pensieri
- 1997: Vero Amore di Ragazzi Italiani
- 1997: Alla Deriva di Soldano
- 1997: Sarà di Pier Cortese
- 1997: Stelle di Ron
- 1998: Viva L'Amore di Principe
- 1998: Specchio di Beppe Favani
- 1998: 11 Maneras De Ponerse Un Sombrero di Miguel Bosè
- 1998: Un Porto Nel Vento di Ron
- 1998: La Stagione Dell'Amore e La Cura live di Franco Battiato da "Shock In My Town"
- 1999: Love Songs di Takis
- 1999: Time Out di Tammy
- 1999: Salviamo Il Nostro Amore di Mauro Matta
- 1999: Cuore Di Aliante (Acoustic Version) di Claudio Baglioni
- 2000: ‘70-‘00 di Ron
- 2001: Ferro Battuto di Franco Battiato
- 2001: Passo Dopo Passo di Davide De Marinis
- 2001: Un Sogno Nelle Mani di Paolo Meneguzzi
- 2001: Innamorada di Joe T Vannelli
- 2001: Luna Matana di Lucio Dalla
- 2001: Enammorada di Fabrizio Voghera
- 2002: Fun Club di Manlio Sgalambro
- 2003: Last Summer Dance di Franco Battiato
- 2003: Lucio di Lucio Dalla
- 2003: Del Mismo Color di Tondero
- 2005: Angelo di Francesco Renga
- 2005: Io Credo In Te di Dennis
- 2005: Ci Saranno Giorni Migliori di Riccardo Fogli
- 2005: Un Mondo Perfetto di Dolcenera
- 2006: Acqua Futura di Luisa Corna
- 2006: Dentro Al Fiume di Alberto Fortis
- 2006: Liberi Di Sognare di Gianluca Grignani
- 2006: Herès di Herès
- 2007: La Storia Continua... La Tavola Rotonda di Povia
- 2007: Luna In Piena di Nada
- 2008: Songs For Messico di Peter Felisatti
- 2008: Gospel Power Album
- 2008: Max Live 2008 di Max Pezzali
- 2010: Mario Borrelli di Mario Borrelli
- 2011: Io Canto Compilation 2011
- 2012: Io Canto Compilation 2012
- 2012: Amici Compilation 2012
- 2013: Io Canto Compilation 2013
- 2013: Amici Compilation 2013
- 2014: Prima Di Parlare di Nek
- 2015: Fatti Avanti Amore di Nek
- 2015: Se Telefonando di Nek
- 2016: Living in confusion di Klee project
- 2017: Fatti Bella Per Te di Paola Turci
- 2017: Occidentali's Karma di Francesco Gabbani
- 2018: 50 Anni Al Centro Live di Claudio Baglioni
- 2019: L'Ultimo Ostacolo di Paola Turci
- 2019: Mi Farò Trovare Pronto di Nek

## Riconoscimenti
inSound
- 2011 - Miglior Chitarrista Elettrico Italiano[4].